# San Vincenzo La Costa
San Vincenzo La Costa es una localidad italiana con 2.174 habitantes, ubicada en la provincia de Cosenza, región de Calabria.

## Historia
San Sisto de los Valdenses, una de las fracciones del municipio, está situado en una colina a 450 metros sobre el nivel del mar, rodeada de robles y campos de cultivo. 
Alrededor del año 1315 esta zona comenzó a albergar una amplia comunidad de emigrantes Valdenses del Piamonte, que se desempeñaron como trabajadores rurales y agricultores, consiguiendo ocultar sus creencias religiosas hasta mediados del siglo XVI.
Se adaptaron bien, nos informan algunos historiadores, a "oír misa y sus hijos fueron bautizados por parte de sacerdotes católicos"
, manifestando al menos una "deferencia exterior hacia para el culto romano."
. A mediados del siglo XVI, comenzaron a exteriorizar sus creencias, fue entonces cuando el 29 de mayo de 1561 soldados de Marino Caracciolo, capitán del virrey de Nápoles, devastaron la población, y quemaron todas las casas, matando a centenas de moradores valdenses en lo que se llamó la matanza de los valdenses de Calabria.

## Evolución demográfica
| Gráfica de evolución demográfica de San Vincenzo La Costa entre 1861 y 2001 |
|                                                                             |
| Fuente ISTAT - Elaboración gráfica por parte de Wikipedia                   |